# En glädjesång
"En glädjesång" är en sång från 1992 av Pugh Rogefeldt. Den framförs av det svenska rockbandet Grymlings på bandets andra album Grymlings II (1992), men utgavs även som singel samma år.
"En glädjesång" låg två veckor på Svensktoppen 1992, med en niondeplats som bästa placering. Den har inte spelats in av någon annan artist.

## Låtlista
1. "En glädjesång" (Pugh Rogefeldt) – 4:26
2. "Om du ser mig" (Magnus Lindberg) – 4:59

### Fotnoter
1. 1 2  ”"En glädjesång"”. Svensk mediedatabas. http://smdb.kb.se/catalog/search?q=grymlings+en+gl%C3%A4djes%C3%A5ng&x=0&y=0. Läst 23 januari 2013.
2. ↑  ”Svensktoppen 1992”. Sveriges Radio. http://sverigesradio.se/diverse/appdata/isidor/files/2023/3488.txt. Läst 23 januari 2013.